# Bitwa pod Alling
Bitwa pod Alling – bitwa stoczona 19 września 1422 roku w trakcie wojny bawarskiej.
Doszło do niej w rejonie powiatu Fürstenfeldbruck. Było to decydujące starcie wojny, w którym siły książąt monachijskich Ernesta i Wilhelma III pobiły wojska Ludwika VII księcia Bawarii-Ingolstadt.
W trakcie bitwy w wielkim niebezpieczeństwie znalazł się syn Ernesta, Albrecht, którego koń został ranny, zrzucając jeźdźca w chwili, gdy wokoło znajdowało się wielu żołnierzy przeciwnika. Ernest rzucił się wówczas na pomoc synowi, ratując mu życie.
Po krótkiej walce wojska z Ingolstadt zmuszone zostały do odwrotu, a wielu odzianych w cięższe zbroje uciekinierów zbiegło na północ. Utknęli oni w występujących tam licznie moczarach, dzięki czemu w ręce Monachijczyków dostało się około 400 ludzi, których później wypuszczono.
Obecnie o bitwie przypomina ufundowany przez księcia Ernesta kościół w miejscowości Hoflach. Stawiając kaplicę, Ernest uczcił tym samym wyratowanie syna z opresji. Fresk znajdujący się w kościele przedstawia wojska zwycięskich monachijczyków.
W najnowszych badaniach Lothar Altman powątpiewa w historię z Albrechtem oraz dużą liczbę jeńców. Według Bernarda Glasauera, z uwagi na niewielką liczbę źródeł, dokładne ukazanie przebiegu bitwy jest bardzo trudne.